# (7163) Barenboim
(7163) Barenboim est un astéroïde de la ceinture principale.

## Description
(7163) Barenboim est un astéroïde de la ceinture principale. Il fut découvert le 24 février 1984 à l'Observatoire Palomar par Roy Scott Dunbar et Eleanor Francis Helin. Il présente une orbite caractérisée par un demi-grand axe de 2,28 UA, une excentricité de 0,19 et une inclinaison de 20,7° par rapport à l'écliptique.
Il est nommé en l'honneur du pianiste et chef d'orchestre d'origine argentine Daniel Barenboim.

## Compléments